# K'naan
K'naan (phiên âm quốc tế: ˈkeɪnɑːn) là một nhà soạn nhạc và ca sĩ nổi tiếng người Canada gốc Somali. Anh được nhiều người biết đến với bài hát Wavin' Flag được sử dụng làm bài hát cổ động cho World Cup 2010.

## Thân thế và thời thơ ấu
Tên khai sinh của anh là Keinan Abdi Warsame (Keynaan Cabdi Warsame, tiếng Ả Rập: كنعان عبدي ورسمه) , sinh ngày 1 tháng 2 năm 1978 tại Mogadishu, Somalia. Cái tên "Keinan" có nghĩa là "người lữ hành" trong tiếng Somali.
Suốt thời gian thơ ấu, Keinan đều ở Mogadishu cho đến khi Cuộc nội chiến Somali tàn khốc nổ ra vào năm 1991. Bấy giờ, cha của anh, người vốn đã rời Somali đến Mỹ trước đó, đã bảo lãnh cho vợ mình và các con trai Liban, Keinan và các con gái Naciimo, Sagal, đến Mỹ. Họ sống ở New York một thời gian trước khi định cư tại Rexdale, một thị trấn nhỏ gần Toronto, Canada, nơi có cả một cộng đồng người Somali sinh sống tại đây.
Keinan đã kết hôn với Deqa, một dược sĩ. Họ có hai con trai, sinh năm 2005 và 2007.

## Sự nghiệp âm nhạc
Là một tín đồ Hồi giáo, Keinan được thừa hưởng khả năng âm nhạc và thơ ca từ gia đình. Dì của Keinan, Magool, là một ca sĩ nổi tiếng Somalia. Ông nội của Keinan, Haji Mohammad, là một nhà thơ.
Lúc còn ở Mogadishu, Keinan đã tiếp cận với các bản nhạc hip-hop do cha mình gửi về từ Mỹ. Khi đã đến Canada, anh bắt đầu học tiếng Anh, bằng cách nghe các albums hip-hop của các nghệ sĩ như Nas và Rakim. Lúc bấy giờ, tuy Keinan không thực sự sử dụng thành thạo tiếng Anh, nhưng anh đã bắt đầu nắm được những nguyên tắc cơ bản của thể loại hip hop và rap. Anh bắt đầu sáng tác những bản rap đầu tiên cho mình.. Từ đó anh bắt đầu dùng nghệ danh "K'naan", một từ mà cách phát âm cũng tương tự như tên anh, "Keinan".
Năm 23 tuổi, K'naan được một ca sĩ người Senegal mời tham gia vào album Building Bridges của mình. Đây là dịp đầu tiên giúp K'naan có cơ hội trình diễn ở phạm vi thế giới, tham dự các liên hoan nhạc Jazz ở Montreal và nhạc Pop ở Halifax. Nhờ đó, K'naan có dịp tiếp xúc với nhà sản xuất người Canada Jarvis Church vào 2002. Năm 2004, anh ra album đầu tay "My Life Is a Movie", nhưng mãi đến năm sau, 2005, với alubum The Dusty Foot Philosopher, cái tên K'naan mới được nhiều người biết đến. Năm 2006, K'naan đoạt giải thưởng Juno cho Bản thu âm Rap của năm và được đề cử cho Giải thưởng Âm nhạc Polaris cùng năm. Anh cũng được 3 giải thưởng Âm nhạc thế giới của BBC dành cho thể loại mới trong năm 2007.
Năm 2007, K'naan phát hành album "The Dusty Foot on the Road", một tập hợp các sáng tác và ghi âm được thực hiện trong các tour diễn thế giới của mình với Wrasse Records.. Năm sau, album The Dusty Foot Philosopher sau đó được tái bản và được Interdependent Media, Inc. phát hành vào Mỹ.
Ngày 24 tháng 2 năm 2009, K'naan phát hành album mới, "Troubadour", do A&M/Octone Records phát hành và được Universal Music Group phân phối trên toàn thế giới. Trong chuyến quảng bá cho album này, anh có dịp hợp tác với nhiều nghệ sĩ và ban nhạc khác như Nelly Furtado, Mos Def, The Roots, Dead Prez, Pharoahe Monch, Damian Marley. Chính trong album này, K'naan lần đầu tiên giới thiệu ca khúc Wavin' Flag, với nội dung nói về cuộc đấu tranh giành tự do cũng như cuộc chiến chống lại nghèo đói và bệnh tật. Với hình tượng lá cờ tung bay, ca khúc biểu thị cho hình ảnh những người châu Phi luôn hướng tới tương lai phía trước với những niềm tin lớn.
Năm 2010, bài hát Wavin' Flag của K'naan tuy không phải là bài hát chính thức của World Cup 2010 nhưng luôn gắn liền với sự kiện này.

## Danh sách đĩa nhạc

### Album
- 2004: My Life Is a Movie
- 2005: The Dusty Foot Philosopher
- 2007: The Dusty Foot on the Road
- 2009: Troubadour
- 2012: Country, God or the Girl

### Đĩa đơn
- 2005: "Soobax"
- 2005: "Strugglin"
- 2008: "ABCs" (có sự tham gia của Chubb Rock)
- 2008: "Dreamer"
- 2008: "Somalia"
- 2008: "I Come Prepared" (có sự tham gia của Damian Marley)
- 2009: "If Rap Gets Jealous" (có sự tham gia của Kirk Hammett of Metallica)
- 2009: "Wavin' Flag"
- 2010: "Wavin' Flag (The Celebration Mix)"
- 2010: "Wavin' Flag" (có sự tham gia của will.i.am và David Guetta)
- 2012: "Is Anybody Out There?" (có sự tham gia của Nelly Furtado)
- 2012: "Hurt Me Tomorrow"

Singles with K'naan as a featured guest
- 2006: "Til We Get There" (M-1 featuring K'naan)
- 2009: "L'Arme de Paix" (Oxmo Puccino featuring K'naan)
- 2009: "Think of All the Things" (KRS-One & Buckshot featuring K'naan)
- 2009: "TV in the Radio"  ([Wale'])& K'Naan
- 2010: "In Jamaica" (Beatnick & K-Salaam featuring K'naan and Buckshot)
- 2010: "Wavin' Flag" with Young Artists for Haiti
- 2010: "Wavin' Flag (Coca Cola Spanish Celebration Mix)" (with David Bisbal)
- 2010: "Wavin' Flag (Coca Cola Arabic Celebration Mix)" (with Nancy Ajram)
- 2010: "Mask On My Face" (Chin Injeti featuring K'naan)
- 2010: "Each Tear" (Mary J Blige featuring K'naan)
- 2010: "Stop for a Minute" (Keane featuring K'naan)
- 2010: "Tribes at War"  (from Distant Relatives with Nas và Damian Marley featuring K'naan)
- 2010: "Africa Must Wake Up"  (from Distant Relatives with Nas và Damian Marley featuring K'naan)

## Văn thơ
- K'naan (ngày 1 tháng 2 năm 2007). "Talking bacK to the Empire". Toronto: Now. Bản gốc lưu trữ ngày 11 tháng 2 năm 2009. Truy cập ngày 22 tháng 5 năm 2010.